# Jean-Marie Untaani Compaoré

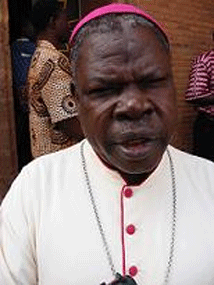
Erzbischof Compaoré

Jean-Marie Untaani Compaoré (* 29. Juli 1933 in Saganyônyôgo; † 9. November 2024 in Ouagadougou) war ein burkinischer Geistlicher und römisch-katholischer Erzbischof von Ouagadougou.

## Leben
Jean-Marie Untaani Compaoré empfing am 8. September 1962 die Priesterweihe für das Erzbistum Ouagadougou.
Papst Paul VI. ernannte ihn am 17. Mai 1973 zum Weihbischof in Ouagadougou und Titularbischof von Lamzella. Der Erzbischof von Ouagadougou, Paul Kardinal Zoungrana MAfr, spendete ihm am 28. Oktober desselben Jahres die Bischofsweihe; Mitkonsekratoren waren Jean-Baptiste Kpiéle Somé, Bischof von Diébougou, und Dieudonné Yougbaré, Bischof von Koupéla.
Am 15. Juni 1979 wurde er zum Bischof von Fada N’Gourma ernannt. Papst Johannes Paul II. ernannte ihn am 10. Juni 1995 zum Erzbischof von Ouagadougou. Am 13. Mai 2009 nahm Papst Benedikt XVI. seinen altersbedingten Rücktritt an.
Im November 2024 starb er im Alter von 91 Jahren.